# خسبیجان
خسبیجان، روستایی در دهستان خسبیجان بخش مهاجران شهرستان شازند در استان مرکزی ایران است. این روستا، مرکز دهستان خسبیجان است.

## جمعیت
بر پایه سرشماری عمومی نفوس و مسکن در سال ۱۳۹۵، جمعیت این روستا برابر با ۴۷۵ نفر (۱۶۴ خانوار) بوده است.